# Усманка (Томская область)
Усманка — опустевшая деревня в Томском районе Томской области России. Входит в состав Новорождественского сельского поселения.

## География
Находится на юго-востоке региона, вблизи границы с Кемеровской областью. Деревня стоит на берегу реки Яя и находится в таёжной зоне. Через реку находится д. Новостройка.

## История
Основана в 1856 году переселенцами-казаками. Находилась Усманка в составе Новорождественской волости Томского уезда Томской губернии.
В 1961 году Усманка, а также Мазалово, Баранцево, Нагорная, были переданы из Турунтаевского сельского Совета в Новорождественский сельсовет (на основании решения облисполкома № 349 от 14 октября 1961 года)
Упразднена в 1976 году; вновь восстановлена в 1992 году.
Согласно Закону Томской области от 12 ноября 2004 года № 241-ОЗ «О наделении статусом муниципального района, сельского поселения и установлении границ муниципальных образований на территории Томского района» Усманка вошла в состав образованного Новорождественского сельского поселения.

## Население
| 2002 | 2008 | 2009 | 2010 | 2011 | 2012 | 2013 | 2014 | 2015 |
| ---- | ---- | ---- | ---- | ---- | ---- | ---- | ---- | ---- |
| 1    | ↗2   | ↘1   | ↗7   | ↘0   | →0   | →0   | →0   | →0   |
| 2021 |      |      |      |      |      |      |      |      |
| →0   |      |      |      |      |      |      |      |      |

## Известные уроженцы, жители
В деревне Усманка родилась Гали́на Евге́ньевна Никола́ева (настоящая фамилия Воля́нская; 5 (18) февраля 1911 года — 18 октября 1963 года) — русская советская писательница. Лауреат Сталинской премии первой степени (1951).

## Инфраструктура
В 1909 году открылась одноклассное училище (неполная средняя школа).

## Транспорт
В XIX веке Усманка находилась вблизи транспортного коридора Московско-Иркутский (Сибирский) гужевой тракт (через соседнюю деревню Мазалово).